# Warrenton (Észak-Karolina)
Warrenton település az Amerikai Egyesült Államok Észak-Karolina államában, Warren megyében, melynek megyeszékhelye is. Lakosainak száma 851 fő (2020. április 1.).

## Népesség
A település népességének változása:

| 2010 | 862 |
| 2020 | 851 |